# 里夫阿留申航空8号班机事故
里夫阿留申航空8號班機事故為1983年發生於阿拉斯加州海域附近的事故。這班次是由洛克希德公司所開發的L188型客機，是每週固定於阿拉斯加冷灣機場起飛，前往西雅圖的定期班機。在飛行至一半時，該機第四引擎的螺旋槳突然脫落，打中機腹導致客艙破損引發爆炸性減壓，手動控制及油門系統均失效，只剩自動駕駛還有作用，機師利用自動駕駛控制飛機返航，由於油門控制失效，剩下3具引擎處於油門全開狀態，於是機長關閉2號引擎，讓速度下降，嘗試第一次降落，但速度能仍過快，機長決定重飛，此時手動控制恢復一些效能。第二次降落時，機長關閉剩下2具引擎，最後成功將飛機迫降於泰德·史蒂文斯安克拉治國際機場，全機生還。

## 涉事客機
本次涉事的機型為洛克希德L-188客機，搭載四台渦輪螺槳引擎，製造編號2007，註冊編號N1968R。最先於1959年交付給澳洲航空，之後輾轉於紐西蘭航空與California Airmotive Corporation服役後，在1969年賣給里夫阿留申航空。事故發生時，本客機已經累積近33,000飛行時數。

## 機上成員
該機共乘載15人，包含5名機組員以及10名乘客，大部分均為美國人。
- 飛行員（事發時的年齡）
  - 機長：詹姆士·吉普森（54歲）
  - 副機師：蓋瑞·林特納（39歲）
  - 飛航機械師：格拉德·慕斯·洛林（45歲）

## 相關節目
此事件收錄於空中浩劫12季第1集。